# Denis Marandici
Denis Marandici (Chișinău, 18 settembre 1996) è un calciatore moldavo, difensore del Turan Tovuz e della nazionale moldava.

## Statistiche

### Presenze e reti nei club
Statistiche aggiornate al 4 settembre 2020.
| Stagione            | Squadra             | Campionato          | Campionato | Campionato | Coppe nazionali | Coppe nazionali | Coppe nazionali | Coppe continentali | Coppe continentali | Coppe continentali | Altre coppe | Altre coppe | Altre coppe | Totale | Totale |
| Stagione            | Squadra             | Comp                | Pres       | Reti       | Comp            | Pres            | Reti            | Comp               | Pres               | Reti               | Comp        | Pres        | Reti        | Pres   | Reti   |
| ------------------- | ------------------- | ------------------- | ---------- | ---------- | --------------- | --------------- | --------------- | ------------------ | ------------------ | ------------------ | ----------- | ----------- | ----------- | ------ | ------ |
| 2015-2016           | União Leiria        | CP                  | 1          | 0          | TP              | 0               | 0               | -                  | -                  | -                  | -           | -           | -           | 1      | 0      |
| 2016-2017           | União Leiria        | CP                  | 7          | 0          | TP              | 1               | 0               | -                  | -                  | -                  | -           | -           | -           | 8      | 0      |
| 2017-2018           | União Leiria        | CP                  | 6          | 0          | TP              | 1               | 0               | -                  | -                  | -                  | -           | -           | -           | 7      | 0      |
| 2018-2019           | União Leiria        | CP                  | 17+2       | 0          | TP              | 1               | 0               | -                  | -                  | -                  | -           | -           | -           | 20     | 0      |
| 2019-feb. 2020      | União Leiria        | CP                  | 16         | 0          | TP              | 2               | 1               | -                  | -                  | -                  | -           | -           | -           | 18     | 1      |
| Totale União Leiria | Totale União Leiria | Totale União Leiria | 47+2       | 0          |                 | 5               | 1               |                    | -                  | -                  |             | -           | -           | 54     | 1      |
| feb.-lug. 2020      | Celje               | 1. SNL              | 16         | 0          | CS              | -               | -               | -                  | -                  | -                  | -           | -           | -           | 16     | 0      |
| 2020-2021           | Celje               | 1. SNL              | 2          | 0          | CS              | 0               | 0               | UCL+UEL            | 2+0                | 0                  | -           | -           | -           | 4      | 0      |
| Totale Celje        | Totale Celje        | Totale Celje        | 18         | 0          |                 | 0               | 0               |                    | 2                  | 0                  |             | -           | -           | 20     | 0      |
| Totale carriera     | Totale carriera     | Totale carriera     | 65+2       | 0          |                 | 5               | 1               |                    | 2                  | 0                  |             | -           | -           | 74     | 1      |

### Cronologia presenze e reti in nazionale
| Cronologia completa delle presenze e delle reti in nazionale ― Moldavia | Cronologia completa delle presenze e delle reti in nazionale ― Moldavia | Cronologia completa delle presenze e delle reti in nazionale ― Moldavia | Cronologia completa delle presenze e delle reti in nazionale ― Moldavia | Cronologia completa delle presenze e delle reti in nazionale ― Moldavia | Cronologia completa delle presenze e delle reti in nazionale ― Moldavia | Cronologia completa delle presenze e delle reti in nazionale ― Moldavia | Cronologia completa delle presenze e delle reti in nazionale ― Moldavia |
| Data                                                                    | Città                                                                   | In casa                                                                 | Risultato                                                               | Ospiti                                                                  | Competizione                                                            | Reti                                                                    | Note                                                                    |
| ----------------------------------------------------------------------- | ----------------------------------------------------------------------- | ----------------------------------------------------------------------- | ----------------------------------------------------------------------- | ----------------------------------------------------------------------- | ----------------------------------------------------------------------- | ----------------------------------------------------------------------- | ----------------------------------------------------------------------- |
| 3-9-2020                                                                | Parma                                                                   | Moldavia                                                                | 1 – 1                                                                   | Kosovo                                                                  | UEFA Nations League 2020-2021 - 1º turno                                | -                                                                       | 81’                                                                     |
| 7-10-2020                                                               | Firenze                                                                 | Italia                                                                  | 6 – 0                                                                   | Moldavia                                                                | Amichevole                                                              | -                                                                       | 46’                                                                     |
| 11-10-2020                                                              | Amarousio                                                               | Grecia                                                                  | 2 – 0                                                                   | Moldavia                                                                | UEFA Nations League 2020-2021 - 1º turno                                | -                                                                       | 66’                                                                     |
| 1-9-2021                                                                | Chișinău                                                                | Moldavia                                                                | 0 – 2                                                                   | Austria                                                                 | Qual. Mondiali 2022                                                     | -                                                                       | 73’                                                                     |
| 9-10-2021                                                               | Chișinău                                                                | Moldavia                                                                | 0 – 4                                                                   | Danimarca                                                               | Qual. Mondiali 2022                                                     | -                                                                       | 20’                                                                     |
| 12-11-2021                                                              | Chișinău                                                                | Moldavia                                                                | 0 – 2                                                                   | Scozia                                                                  | Qual. Mondiali 2022                                                     | -                                                                       | 61’ 71’                                                                 |
| 7-9-2023                                                                | Linz                                                                    | Austria                                                                 | 1 – 1                                                                   | Moldavia                                                                | Amichevole                                                              | -                                                                       |                                                                         |
| 10-9-2023                                                               | Tórshavn                                                                | Fær Øer                                                                 | 0 – 1                                                                   | Moldavia                                                                | Qual. Euro 2024                                                         | -                                                                       |                                                                         |
| 12-10-2023                                                              | Solna                                                                   | Svezia                                                                  | 3 – 1                                                                   | Moldavia                                                                | Amichevole                                                              | -                                                                       | 66’                                                                     |
| 15-10-2023                                                              | Varsavia                                                                | Polonia                                                                 | 1 – 1                                                                   | Moldavia                                                                | Qual. Euro 2024                                                         | -                                                                       | 45+4’                                                                   |
| 7-9-2024                                                                | Chișinău                                                                | Moldavia                                                                | 2 – 0                                                                   | Malta                                                                   | UEFA Nations League 2024-2025 - 1º turno                                | -                                                                       |                                                                         |
| 10-9-2024                                                               | Chișinău                                                                | Moldavia                                                                | 1 – 0                                                                   | San Marino                                                              | Amichevole                                                              | -                                                                       | 46’                                                                     |
| 10-10-2024                                                              | Chișinău                                                                | Moldavia                                                                | 2 – 0                                                                   | Andorra                                                                 | UEFA Nations League 2024-2025 - 1º turno                                | -                                                                       | 57’                                                                     |
| 13-10-2024                                                              | Ta' Qali                                                                | Malta                                                                   | 1 – 0                                                                   | Moldavia                                                                | UEFA Nations League 2024-2025 - 1º turno                                | -                                                                       | 46’                                                                     |
| Totale                                                                  |                                                                         | Presenze                                                                | 14                                                                      |                                                                         | Reti                                                                    | 0                                                                       |                                                                         |

## Palmarès

### Competizioni nazionali
- Campionato sloveno: 1

Celje: 2019-2020